# Trường Trung học cơ sở Trưng Vương, Hà Nội

Thành huy Hà Nội thời kỳ Pháp thuộc từ năm 1888 đến năm 1954, hiện nay được nhìn thấy trên nóc tòa nhà hiệu bộ của Trường THCS Trưng Vương

Trường Trung học cơ sở Trưng Vương, tiền thân là trường Nữ sinh Đồng Khánh là một trường trung học cơ sở tại Hà Nội. Thành lập năm 1917, trường là một trong các cơ sở giáo dục lâu đời nhất của Hà Nội và Việt Nam. Đây là nơi duy nhất còn giữ lại huy hiệu của thành phố Hà Nội thời kỳ Pháp thuộc từ năm 1888 đến năm 1954.

## Lịch sử
Năm 1917, chính quyền Pháp mở Học viện Nữ học An Nam (tiếng Pháp: Institution de Jeunes Filles Annamites) trên phố Trần Phú ngày nay. Học viện sau đó đã được chuyển về địa chỉ hiện tại (vốn là của trường Paul Bert) sau quyết định ngày 31 tháng 12 năm 1925 của Nha Học chính Đông Dương. Năm 1937, do chế độ giáo dục sở tại thay đổi, học viện đổi tên thành Trường Nữ học An Nam (tiếng Pháp: Collège de Jeunes Filles Annamites). Do vị trí của trường nằm giũa phố Carreau và Đồng Khánh (phố Hàng Bài ngày nay), ngay bên cạnh Hồ Gươm, Hà Nội, nên còn được gọi là Trường Nữ sinh Đồng Khánh. Trường đã được đổi tên thành Trường Trung học Hai Bà Trưng theo một nghị định nhằm đổi tên các trường cũ thời Pháp thuộc vào ngày 14 tháng 2 năm 1946. Tên hiện nay của trường được sử dụng từ năm 1948. Trước năm 1945 trường là cơ sở đào tạo dành riêng cho nữ sinh. Từ sau năm 1958 trường bắt đầu đào tạo chung cho cả nam sinh và nữ sinh.

### Thời kỳ Chiến tranh Đông Dương
Trường được chuyển về Hưng Yên năm 1943 để tránh chiến sự. Sau Cách mạng tháng Tám trường đã chuyển lại về Hoàng Mai, Hà Nội vào tháng 10 năm 1945 theo nghị định của Bộ trưởng Giáo dục Vũ Đình Hòe. Năm 1946, trong tình hình căng thẳng tại Hà Nội, trường được dùng làm trụ sở Bộ Quốc phòng. Tại đây Tiểu đoàn 77 thuộc Trung đoàn Thăng Long (một trong hai trung đoàn của Hà Nội, nay thuộc Sư đoàn 320) của Quân đội Quốc gia Việt Nam đã giao chiến ác liệt với Quân đội Pháp. Năm 1948, trong hoàn cảnh trường được trưng dụng làm trại lính, trường chuyển về phố Hàng Than (nay là trường Nguyễn Công Trứ), sau chuyển về số 9 Hai Bà Trưng (nay là Trường CĐ Nghệ thuật và Trung tâm dạy nghề) đến năm 1956 mới về địa điểm cũ.

### Thời kỳ Chiến tranh Việt Nam
Năm 1964, trong thời điểm không quân Hoa Kỳ chuẩn bị bắn phá miền Bắc, trường đã sơ tán về Hà Tây đến năm 1970 mới quay lại cơ sở cũ. Tháng 4 năm 1972, dưới nguy cơ không quân Hoa Kỳ tiếp tục bắn phá, trường được sơ tán sang Hà Bắc đến khi Hiệp định Paris được kí kết mới trở về cơ sở cũ.

## Hợp tác quốc tế
Sau thời kì Đổi Mới, Trường THCS Trưng Vương đã có mối quan hệ hợp tác giáo dục với nhiều trường quốc tế, các tổ chức giáo dục danh tiếng như: trường Raffles (Singapore), Vibyskolan (Thuỵ Điển), Charlemagne (Pháp), Caterham (Vương quốc Anh), tập đoàn KOICA (Hàn Quốc), trường Wodonga (Úc), trường Kaishi (Nhật)...
Trường THCS Trưng Vương là một đối tượng nằm trong Đề án thí điểm chương trình đào tạo song bằng của UBND thành phố Hà Nội. Theo đó, trường đã phối hợp cùng Tập đoàn Giáo dục và Đào tạo Atlantic triển khai 2 chương trình: Chương trình thí điểm Song bằng Cambridge và Chương trình khảo thí tiếng Anh Cambridge. Ngày 28 tháng 10 năm 2019, trường trở thành trường THCS đầu tiên của Hà Nội được công nhận là Trung tâm Đào tạo của Hội đồng khảo thí Đại học Cambridge.
Ngoài ra, trường còn chú trọng giáo dục STEM, tích hợp liên môn và tư vấn định hướng nghề nghiệp. Trường là một trong những trường đầu tiên của Hà Nội đưa giáo dục STEM và tư vấn nghề nghiệp vào chương trình học.

## Thành tích
Trường Trưng Vương nổi tiếng với hệ thống lớp chuyên Toán cấp II, đây là nơi từng đào tạo nhiều tài năng toán học của Việt Nam như giáo sư Hoàng Xuân Sính (nữ tiến sĩ khoa học ngành Toán đầu tiên của Việt Nam) hay Hoàng Lê Minh (học sinh Việt Nam đầu tiên đoạt huy chương vàng Olympic Toán quốc tế).
Trường Đồng Khánh – Trưng Vương đã năm lần được Chủ tịch Hồ Chí Minh về thăm và được coi là lá cờ đầu của ngành giáo dục Hà Nội. Ngoài ra, trường còn được Đảng Cộng sản Việt Nam và Nhà nước Việt Nam trao tặng 3 huân chương và nhiều danh hiệu:
- Huân chương Độc lập hạng Ba (2002)
- Danh hiệu "Anh hùng Lao động trong thời kì Đổi Mới" (2005)
- Huân chương Độc lập hạng Nhì (2007)
- Đạt danh hiệu trường Chuẩn quốc gia (9/1/2012) (là trường thứ 10 của quận Hoàn Kiếm nhận danh hiệu này)
- Huân chương Độc lập hạng Nhất (2017)

### Cựu học sinh nổi tiếng
- Hoàng Xuân Sính, giáo sư toán học, nữ tiến sĩ khoa học ngành Toán đầu tiên của Việt Nam, người sáng lập Trường Đại học Thăng Long.[13]
- Nghiêm Chưởng Châu, nguyên đại biểu Quốc hội Việt Nam, nguyên Thứ trưởng Bộ Giáo dục và Đào tạo, nguyên Giám đốc Sở Giáo dục thành phố Hà Nội, nguyên Phó Chủ tịch Ủy ban nhân dân thành phố Hà Nội.[15]
- Dương Thị Xuân Quý, nhà văn, liệt sĩ Quân đội Nhân dân Việt Nam.[13]
- Phạm Gia Khiêm, nguyên Phó Thủ tướng kiêm Bộ trưởng Bộ Ngoại giao Việt Nam.[13]
- Tôn Thất Bách, phó giáo sư y học, hiệu trưởng Đại học Y Hà Nội, nguyên giám đốc Bệnh viện Việt Đức[13]
- Đàm Thanh Sơn, giáo sư vật lý Đại học Chicago, giải nhất tuyệt đối Olympic Toán học Quốc tế năm 1984.[16]
- Trần Tiến, nhạc sĩ, nhà sản xuất âm nhạc.
- Ngô Thị Doãn Thanh, nguyên Chủ tịch Hội đồng nhân dân thành phố Hà Nội, nguyên Phó Trưởng ban Dân vận Trung ương.
- Ngô Bảo Châu, giáo sư trẻ nhất Việt Nam.[17]
- Nguyễn Quốc Trung, nhạc sĩ, nhà sản xuất âm nhạc.
- Lê Phi Phi, nhạc trưởng, con trai nhạc sĩ Hoàng Vân.
- Hồng Nhung, ca sĩ nhạc nhẹ.
- Đỗ Mỹ Linh, hoa hậu Việt Nam năm 2016.[18]
- Nguyễn Thu Thủy, nhà thiết kế thời trang.